# Ficus grevei
Ficus grevei är en mullbärsväxtart som beskrevs av Henri Ernest Baillon. Ficus grevei ingår i släktet fikonsläktet, och familjen mullbärsväxter. Inga underarter finns listade i Catalogue of Life.